# Associazione Calcio Brescia 1959-1960
Questa pagina raccoglie le informazioni riguardanti l'Associazione Calcio Brescia nelle competizioni ufficiali della stagione 1959-1960.

## Stagione
In casa Brescia si passa dall'allenatore Osvaldo Fattori a Carlo Alberto Quario ex rondinella, che ha appena ricevuto il "Seminatore d'oro" quale miglior tecnico della scorsa stagione quando allenava il Venezia. 
Sul mercato la società è molto attiva, scambio di portieri con il Modena, arriva Luigi Brotto in cambio di Luigi Balzarini, dal Napoli arriva Piero Betello scambiato con Gianfelice Schiavone, mentre dal Palermo in cambio di Ulderico Sacchella arriva Giuseppe Marchetto, Chico Nova va all'Atalanta, mentre dal Bologna arriva Francesco Randon e dall'Alessandria Benito Lorenzi. 
La stagione non riserva grandi soddisfazioni, si chiude con il settimo posto a 13 punti dalla capolista Torino. Il 4 ottobre 1959 è stato inaugurato il nuovo stadio intitolato a Mario Rigamonti, ex calciatore del Brescia perito dieci anni prima nel disastro di Superga.
La nuova struttura è ubicata in località Mompiano, nella zona nord della città ai piedi dei Ronchi. Sostituisce dopo trentacinque anni il vecchio Stadium di Viale Piave.

## Rosa
| N. |                   | Ruolo | Calciatore       |
| -- | ----------------- | ----- | ---------------- |
|    | Italia (bandiera) | P     | Luigi Brotto     |
|    | Italia (bandiera) | P     | Pierangelo Meda  |
|    | Italia (bandiera) | D     | Giuseppe Barucco |
|    | Italia (bandiera) | D     | Piero Betello    |
|    | Italia (bandiera) | D     | Elio Ferrazzi    |
|    | Italia (bandiera) | D     | Franco Fontana   |
|    | Italia (bandiera) | D     | Renato Martini   |
|    | Italia (bandiera) | D     | Umberto Ratti    |
|    | Italia (bandiera) | D     | Cesare Zamboni   |
|    | Italia (bandiera) | C     | Pierino Casali   |
|    | Italia (bandiera) | C     | Armando Favalli  |

| N. |                   | Ruolo | Calciatore         |
| -- | ----------------- | ----- | ------------------ |
|    | Italia (bandiera) | C     | Fermo Favini       |
|    | Italia (bandiera) | C     | Pierluigi Magri    |
|    | Italia (bandiera) | C     | Luigi Origgi       |
|    | Italia (bandiera) | C     | Francesco Randon   |
|    | Italia (bandiera) | C     | Faustino Turra     |
|    | Italia (bandiera) | A     | Eugenio Bersellini |
|    | Italia (bandiera) | A     | Dante Crippa       |
|    | Italia (bandiera) | A     | Benito Lorenzi     |
|    | Italia (bandiera) | A     | Giuseppe Marchetto |
|    | Italia (bandiera) | A     | Giorgio Milanesi   |
|    | Italia (bandiera) | A     | Remo Vigni         |

## Risultati

### Serie B

#### Girone di andata
| Messina 20 settembre 1959 1ª giornata | Messina             | 0 – 0 | Brescia | Stadio Giovanni Celeste\| Arbitro: \| Stanzione (Salerno) \| |
| Arbitro:                              | Stanzione (Salerno) |       |         |                                                              |

| Taranto 27 settembre 1959 2ª giornata | Taranto             | 0 – 0 | Brescia | Stadio Valentino Mazzola\| Arbitro: \| Capodagli (Ravenna) \| |
| Arbitro:                              | Capodagli (Ravenna) |       |         |                                                               |

| Brescia 4 ottobre 1959 3ª giornata | Brescia           | 0 – 0 | Marzotto Valdagno | Stadio Mario Rigamonti\| Arbitro: \| Roversi (Bologna) \| |
| Arbitro:                           | Roversi (Bologna) |       |                   |                                                           |

| Arbitro: | Francescon (Padova) |

|             |           |            |
| Virgili 48’ | Marcatori | 45’ Crippa |

| Arbitro: | Capodagli (Ravenna) |

|  |           |            |
|  | Marcatori | 19’ Macchi |

| Arbitro: | Zaza (Molfetta) |

|                    |           |  |
| Simeoli 27’ (aut.) | Marcatori |  |

| Reggio Emilia 1º novembre 1959 7ª giornata | Reggiana        | 0 – 0 | Brescia | Stadio Comunale Mirabello\| Arbitro: \| Genel (Trieste) \| |
| Arbitro:                                   | Genel (Trieste) |       |         |                                                            |

| Arbitro: | Rebuffo (Milano) |

|                        |           |  |
| Nyers 69’ Bonacchi 88’ | Marcatori |  |

| Arbitro: | Bartolomei (Roma) |

|                |           |                  |
| Bersellini 17’ | Marcatori | 90’ (rig.) Rossi |

| Arbitro: | Rastrelli (Firenze) |

|                              |           |            |
| Valentinuzzi 14’ Buratti 73’ | Marcatori | 69’ Randon |

| Brescia 29 novembre 1959 11ª giornata | Brescia          | 0 – 0 | Como | Stadio Mario Rigamonti\| Arbitro: \| Parisi (Messina) \| |
| Arbitro:                              | Parisi (Messina) |       |      |                                                          |

| Arbitro: | Sebastio (Taranto) |

|                         |           |  |
| Sentimenti V 47’ (aut.) | Marcatori |  |

| Arbitro: | Ferrari (Milano) |

|                          |           |             |
| Fraschini 40’ Larini 67’ | Marcatori | 35’ Lorenzi |

| Arbitro: | Gazzano (Genova) |

|                         |           |             |
| Favini 29’ Ferrazzi 75’ | Marcatori | 48’ Cattani |

| Arbitro: | De Magistris (Torino) |

|             |           |            |
| Lorenzi 18’ | Marcatori | 4’ Baruffi |

| Arbitro: | Angonese (Mestre) |

|                |           |             |
| Uzzecchini 15’ | Marcatori | 38’ Lorenzi |

| Arbitro: | Gay (Asti) |

|                              |           |  |
| Lucentini 19’ Ghersetich 56’ | Marcatori |  |

| Arbitro: | Sebastio (Taranto) |

|              |           |  |
| Ferrazzi 73’ | Marcatori |  |

| Arbitro: | Di Tonno (Lecce) |

|                              |           |  |
| Buzzin 28’ Prenna 40’ (rig.) | Marcatori |  |

#### Girone di ritorno
| Arbitro: | Genel (Trieste) |

|            |           |  |
| Crippa 62’ | Marcatori |  |

| Arbitro: | Politano (Cuneo) |

|                                    |           |  |
| Favalli 34’ Crippa 44’ Lorenzi 86’ | Marcatori |  |

| Valdagno 21 febbraio 1960 22ª giornata | Marzotto Valdagno | 0 – 0 | Brescia | Stadio dei Fiori\| Arbitro: \| Gazzano (Genova) \| |
| Arbitro:                               | Gazzano (Genova)  |       |         |                                                    |

| Arbitro: | Di Tonno (Lecce) |

|  |           |                  |
|  | Marcatori | 12’, 60’ Virgili |

| Arbitro: | Cataldo (Reggio Calabria) |

|             |           |                              |
| Scaglia 71’ | Marcatori | 51’, 59’ Milanesi 86’ Crippa |

| Arbitro: | Samani (Trieste) |

|                           |           |                  |
| Mezzalira 16’ Piaceri 90’ | Marcatori | 3’, 83’ Milanesi |

| Arbitro: | Angonese (Mestre) |

|                       |           |                        |
| Randon 10’ Crippa 62’ | Marcatori | 9’ Deotto 45’ Tribuzio |

| Brescia 27 marzo 1960 27ª giornata | Brescia           | 0 – 0 | Lecco | Stadio Mario Rigamonti\| Arbitro: \| Grignani (Milano) \| |
| Arbitro:                           | Grignani (Milano) |       |       |                                                           |

| Arbitro: | Politano (Cuneo) |

|                |           |            |
| Pochissimo 30’ | Marcatori | 36’ Favini |

| Brescia 10 aprile 1960 29ª giornata | Brescia                   | 0 – 0 | Sambenedettese | Stadio Mario Rigamonti\| Arbitro: \| Cataldo (Reggio Calabria) \| |
| Arbitro:                            | Cataldo (Reggio Calabria) |       |                |                                                                   |

| Arbitro: | Sbardella (Roma) |

|                                       |           |  |
| Stefanini II 2’ Governato 55’ 65’ 69’ | Marcatori |  |

| Arbitro: | Borasio (Alessandria) |

|                |           |  |
| Menichelli 42’ | Marcatori |  |

| Arbitro: | Sebastio (Taranto) |

|               |           |  |
| Marchetto 26’ | Marcatori |  |

| Arbitro: | Rastrelli (Firenze) |

|  |           |                                     |
|  | Marcatori | 7’ Marchetto 69’ (aut.) Agostinelli |

| Arbitro: | Zaza (Molfetta) |

|             |           |                       |
| Bagnoli 62’ | Marcatori | 33’ (rig.) Bersellini |

| Arbitro: | Ferrari (Milano) |

|                       |           |                         |
| Bersellini 19’ (rig.) | Marcatori | 65’ Giagnoni 90’ Simoni |

| Arbitro: | Rastrelli (Firenze) |

|           |           |  |
| Magri 83’ | Marcatori |  |

| Arbitro: | Sebastio (Taranto) |

|                                           |           |                         |
| Puja 27’ Magistrelli 39’ Taccola 41’, 55’ | Marcatori | 54’ Turra 76’ Marchetto |

| Arbitro: | Bonetto (Torino) |

|                                              |           |                         |
| Favini 47’ Marchetto 53’ Bersellini 62’, 71’ | Marcatori | 73’ Prenna 80’ Ferretti |

### Coppa Italia

#### Primo turno
| Arbitro: | Righetti (Torino) |

|                       |           |                                  |
| Crippa 84’ Turra 104’ | Marcatori | 68’ (rig.) Goldoni 112’ Tomeazzi |

## Statistiche

### Statistiche di squadra
| Competizione | Punti | In casa | In casa | In casa | In casa | In casa | In casa | In trasferta | In trasferta | In trasferta | In trasferta | In trasferta | In trasferta | Totale | Totale | Totale | Totale | Totale | Totale | DR |
| Competizione | Punti | G       | V       | N       | P       | Gf      | Gs      | G            | V            | N            | P            | Gf           | Gs           | G      | V      | N      | P      | Gf     | Gs     | DR |
| ------------ | ----- | ------- | ------- | ------- | ------- | ------- | ------- | ------------ | ------------ | ------------ | ------------ | ------------ | ------------ | ------ | ------ | ------ | ------ | ------ | ------ | -- |
| Serie B      | 38    | 19      | 9       | 7       | 3       | 20      | 12      | 19           | 2            | 9            | 8            | 15           | 26           | 38     | 11     | 16     | 11     | 35     | 38     | -3 |
| Coppa Italia |       | 1       | 0       | 1       | 0       | 2       | 2       | -            | -            | -            | -            | -            | -            | 1      | 0      | 1      | 0      | 2      | 2      | 0  |
| Totale       |       | 20      | 9       | 8       | 3       | 22      | 14      | 19           | 2            | 9            | 8            | 15           | 26           | 39     | 11     | 17     | 11     | 37     | 40     | -3 |

### Statistiche dei giocatori
| Giocatore     | Serie B  | Serie B | Coppa Italia | Coppa Italia | Totale   | Totale |
| Giocatore     | Presenze | Reti    | Presenze     | Reti         | Presenze | Reti   |
| ------------- | -------- | ------- | ------------ | ------------ | -------- | ------ |
| G. Barucco    | 6        | 0       | -            | -            | 6        | 0      |
| E. Bersellini | 21       | 5       | -            | -            | 21       | 5      |
| P. Betello    | 12       | 0       | 1            | 0            | 13       | 0      |
| L. Brotto     | 37       | -37     | 1            | -2           | 38       | -39    |
| P. Casali     | 1        | 0       | -            | -            | 1        | 0      |
| D. Crippa     | 26       | 5       | 1            | 1            | 27       | 6      |
| A. Favalli    | 12       | 1       | 1            | 0            | 13       | 1      |
| F. Favini     | 34       | 3       | 1            | 0            | 35       | 3      |
| E. Ferrazzi   | 32       | 2       | 1            | 0            | 33       | 2      |
| F. Fontana    | 30       | 0       | 1            | 0            | 31       | 0      |
| B. Lorenzi    | 14       | 4       | -            | -            | 14       | 4      |
| P. Magri      | 9        | 1       | -            | -            | 9        | 1      |
| G. Marchetto  | 24       | 4       | 1            | 0            | 25       | 4      |
| R. Martini    | 36       | 0       | 1            | 0            | 37       | 0      |
| P. Meda       | 1        | -1      | -            | -            | 1        | -1     |
| G. Milanesi   | 12       | 4       | -            | -            | 12       | 4      |
| L. Origgi     | 5        | 0       | 1            | 0            | 6        | 0      |
| F. Randon     | 9        | 2       | -            | -            | 9        | 2      |
| U. Ratti      | 21       | 0       | -            | -            | 21       | 0      |
| F. Rusconi    | 2        | 0       | -            | -            | 2        | 0      |
| F. Turra      | 36       | 1       | 1            | 1            | 37       | 2      |
| R. Vigni      | 28       | 0       | -            | -            | 28       | 0      |
| C. Zamboni    | 10       | 0       | -            | -            | 10       | 0      |